# 国昌寺 (大津市)

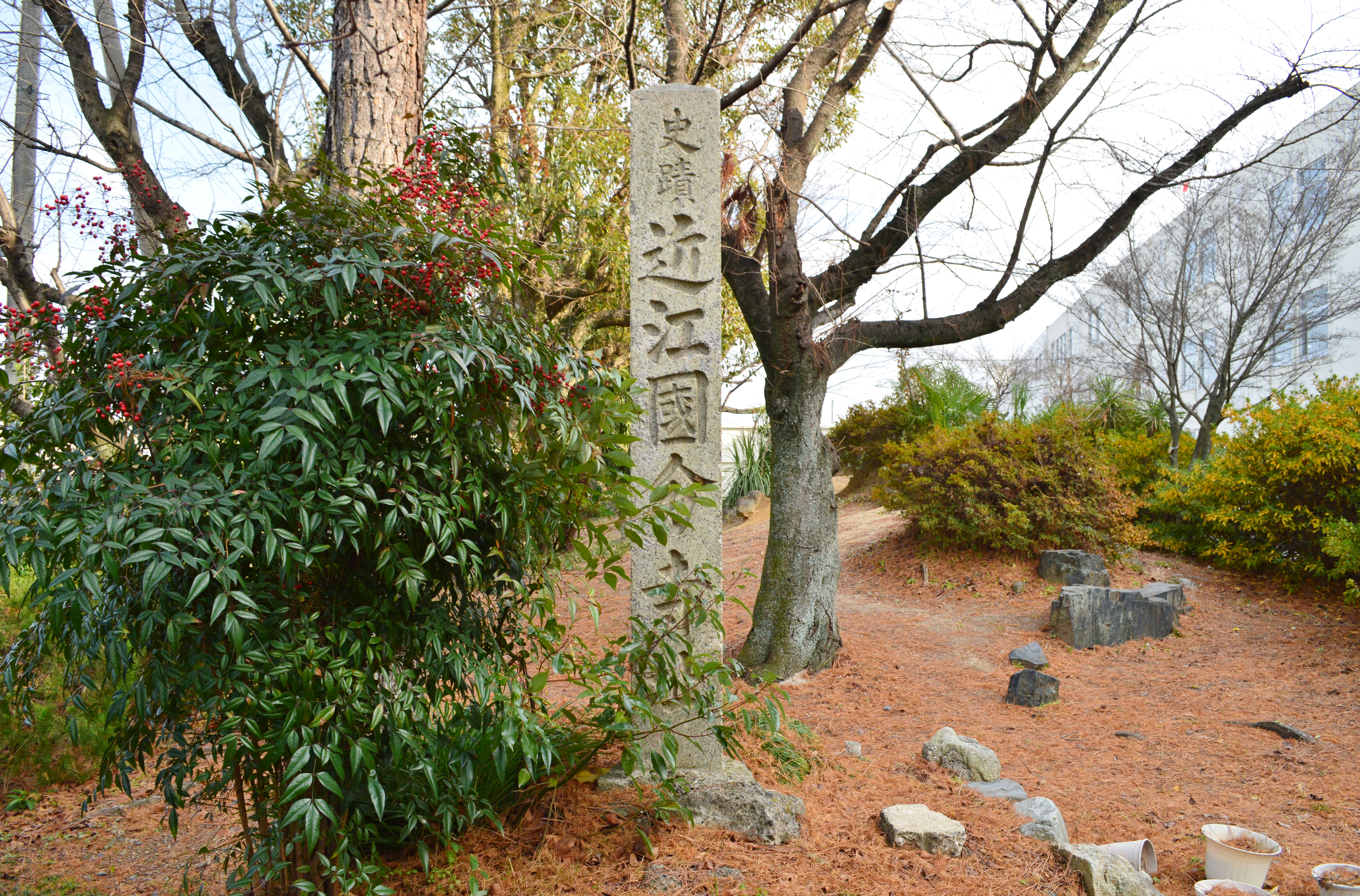
近江国分寺址碑
（国昌寺跡推定地の晴嵐小学校内）

国昌寺（こくしょうじ）のち近江国分寺（おうみこくぶんじ）は、近江国滋賀郡古市郷にあった古代寺院（廃寺）。寺跡は滋賀県大津市光が丘町付近に推定される。
定額寺で、平安時代初期に近江国分寺の寺格を継承した（後期近江国分僧寺）。最澄が僧籍を置いたことが知られる。

## 歴史

### 創建
創建は不詳。『沙弥十戒威儀経疏』の記述によれば、天平宝字5年（761年）以前から存在したのは確実で、保良宮付近に立地したと見られる。『興福寺官務牒疏』では天平宝字5年の保良宮遷都に伴い「保良寺」が創建されたと見えるが、この保良寺との関連性（または同一性）を指摘する説もある。
また背景に関しては、滋賀郡古市郷の豪族である大友丹波史（大友丹波氏）・三津首（三津氏）の氏寺としての創建と推測する説がある。

### 古代

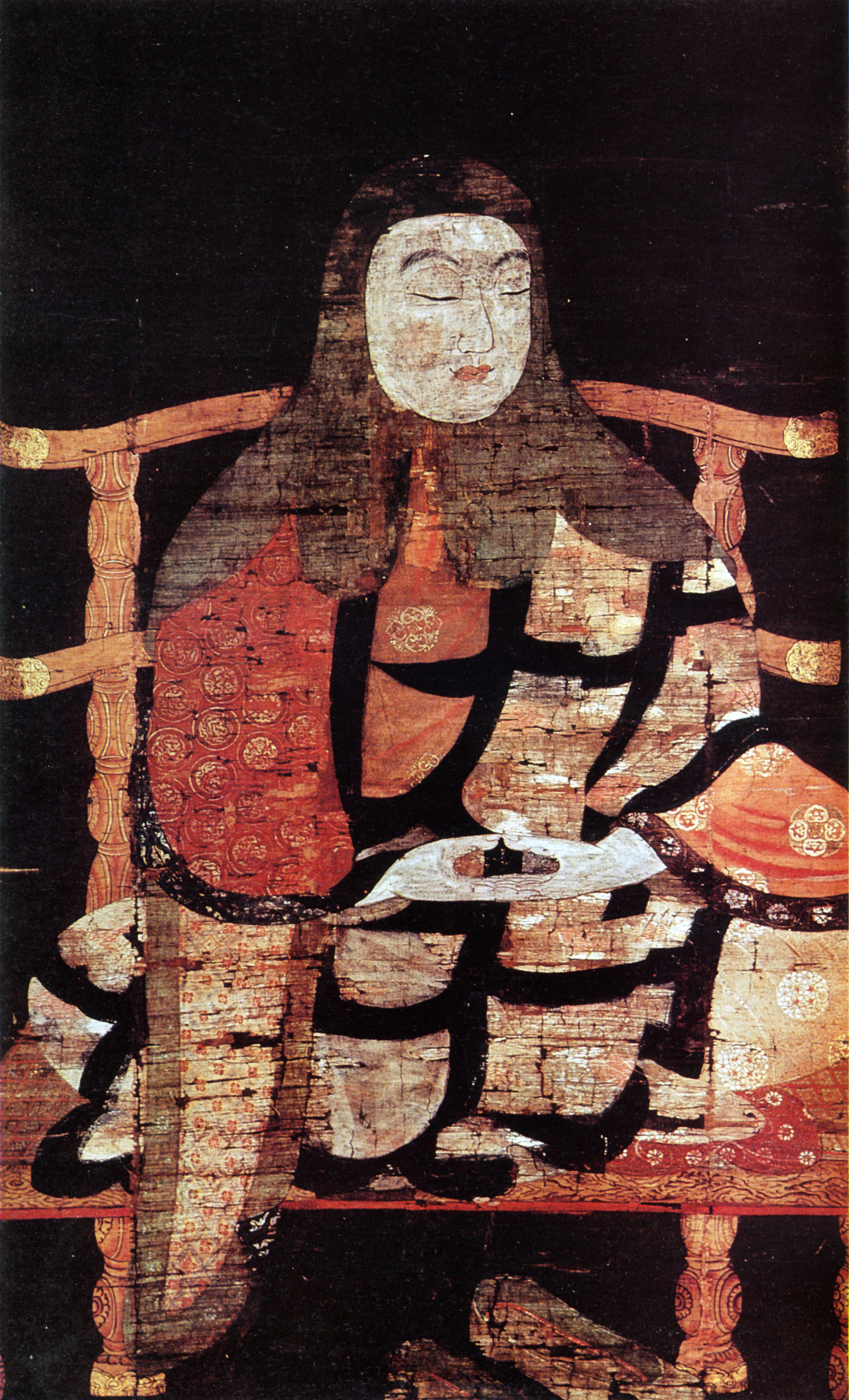
最澄肖像

奈良時代の国昌寺に関しては、最澄（三津首広野）が僧籍を置いたことが知られる（唯一知られる国昌寺僧）。『伝教大師行業記』では、最澄は宝亀10年（779年）に国昌寺僧になったという。また『顕戒論』では「国昌寺僧最澄」について、宝亀8年（777年）に近江国分寺に入り延暦4年（785年）に国分寺を離れて比叡山中に入ったとしており、その頃に国昌寺に僧籍を置いていたと推測される。
弘仁11年（820年）には、近江国の国分僧寺が延暦4年（785年）の火災焼失以来に再建されていなかったため、近江国司が願い出て、「定額国昌寺」を国分金光明寺（国分寺）となすことや、丈六の釈迦像の造立と七重塔の修理が許されたと見える（後期近江国分僧寺）。当時までには定額寺として準官寺の位置づけにあり、七重塔も備えた寺容であった。なお、前期近江国分僧寺の所在地に関しては諸説あって明らかでない。
延長5年（927年）成立の『延喜式』主税上の規定では、近江国の国分寺料として稲6万束があてられている。
天延4年（976年）には、大門が大地震で倒壊した。また寛仁元年（1017年）には、国分尼寺の火災の飛火により焼亡している（再建は不明）。
その後の変遷は不詳。『江家次第』・『顕広王記』・『源平盛衰記』に「国分寺」の記載は認められるが、これらについては地名化したものとする説がある。

## 伽藍
寺跡の所在地は不明。文献上では『源平盛衰記』に「粟津ノ国分寺ノ毘沙門堂」と見えるほか、『西宮記』・『北山抄』・『江家次第』の記述から勢多橋近くに所在したことが示唆され、『近江輿地志略』にも大津市の国分地区付近での関連小字名が記載される。現在では、大津市光が丘町の滋賀職業能力開発促進センター（ポリテクセンター滋賀、北緯34度58分22.80秒 東経135度54分0.91秒 / 北緯34.9730000度 東経135.9002528度座標: 北緯34度58分22.80秒 東経135度54分0.91秒 / 北緯34.9730000度 東経135.9002528度）一帯の台地上で多量の古瓦が出土しているため、同地付近の所在と推定されるが、遺構の検出には至っていない。現在は付近の晴嵐小学校内に石碑が建てられている（北緯34度58分21.80秒 東経135度53分49.61秒 / 北緯34.9727222度 東経135.8971139度）。
関連遺物として、西方寺（大津市北大路、北緯34度58分28.18秒 東経135度53分49.07秒 / 北緯34.9744944度 東経135.8969639度）境内では国分寺のものと伝わる礎石が鐘楼基壇・庭石に転用されて遺存する。また大津市国分に遺存する大型礎石（通称「へそ石」、北緯34度57分43.56秒 東経135度53分13.10秒 / 北緯34.9621000度 東経135.8869722度）について、伝承では保良宮の建物礎石とされるが、その大きさから近江国分寺の塔心礎の失敗作と想定する説があり、その説の中では切り出し途中での損傷等により同地に放置されたと推測される。
なお、現在は北方の大津市別保に曹洞宗国分寺があるが、これは元は近江国分寺の別所として建立された寺院という。源義仲（木曾義仲）の戦乱で焼失したのち本尊は若宮八幡神社に移されていたが、宝永3年（1706年）に膳所藩主の本多康慶が新楽寺として建立、のちに国分寺と改称した。また、国昌寺推定地と同じ台地上の南東方では瓦出土地が知られ、この付近を近江国分尼寺跡と推定する説がある。

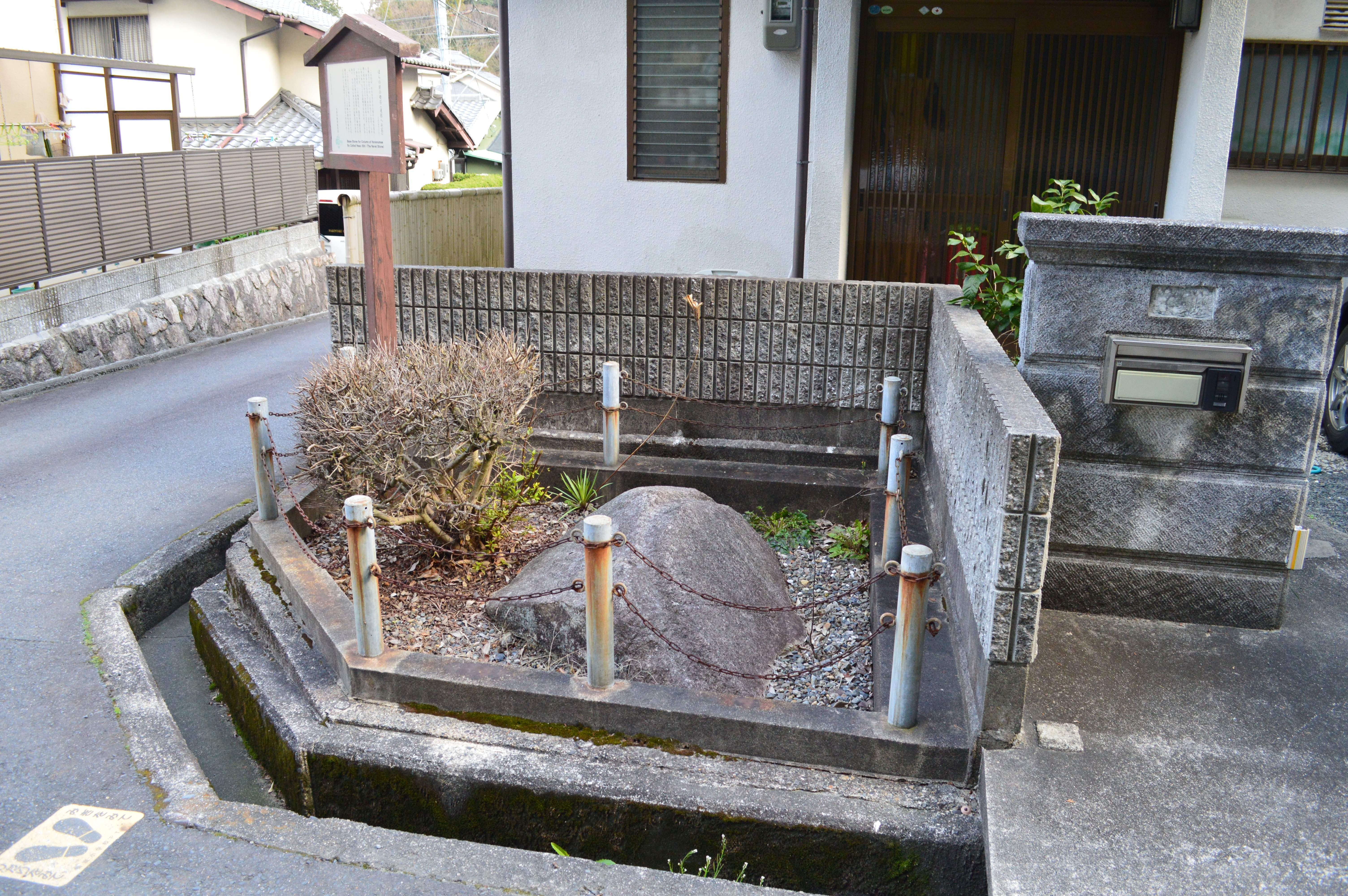
へそ石